# Le Reniement de saint Pierre (Brugghen)
Pour les articles homonymes, voir Le Reniement de saint Pierre.
Le Reniement de saint Pierre, est une peinture de Hendrick ter Brugghen, membre du courant Caravagiste néerlandais, représentant l'épisode du reniement de saint Pierre, tel que raconté par les quatre évangiles. Il aurait été peint après 1625, au cours des trois dernières années de la vie de Ter Brugghen, mort en 1629. Cette peinture marque un écart par rapport à l'œuvre de Ter Brugghen, par l'accent mis sur le jeu de lumière, la qualité baroque et la sensibilité de l'artiste.  

## Composition
La peinture dépeint une scène du reniement de Pierre racontée dans l'évangile de Luc : 

« Ils allumèrent du feu au milieu de la cour, et ils s'assirent. Pierre s'assit parmi eux. Une servante, qui le vit assis devant le feu, fixa sur lui les regards, et dit: Cet homme était aussi avec lui. Mais il le nia disant : Femme, je ne le connais pas. »

— Luc 22:55-57 (Segond).

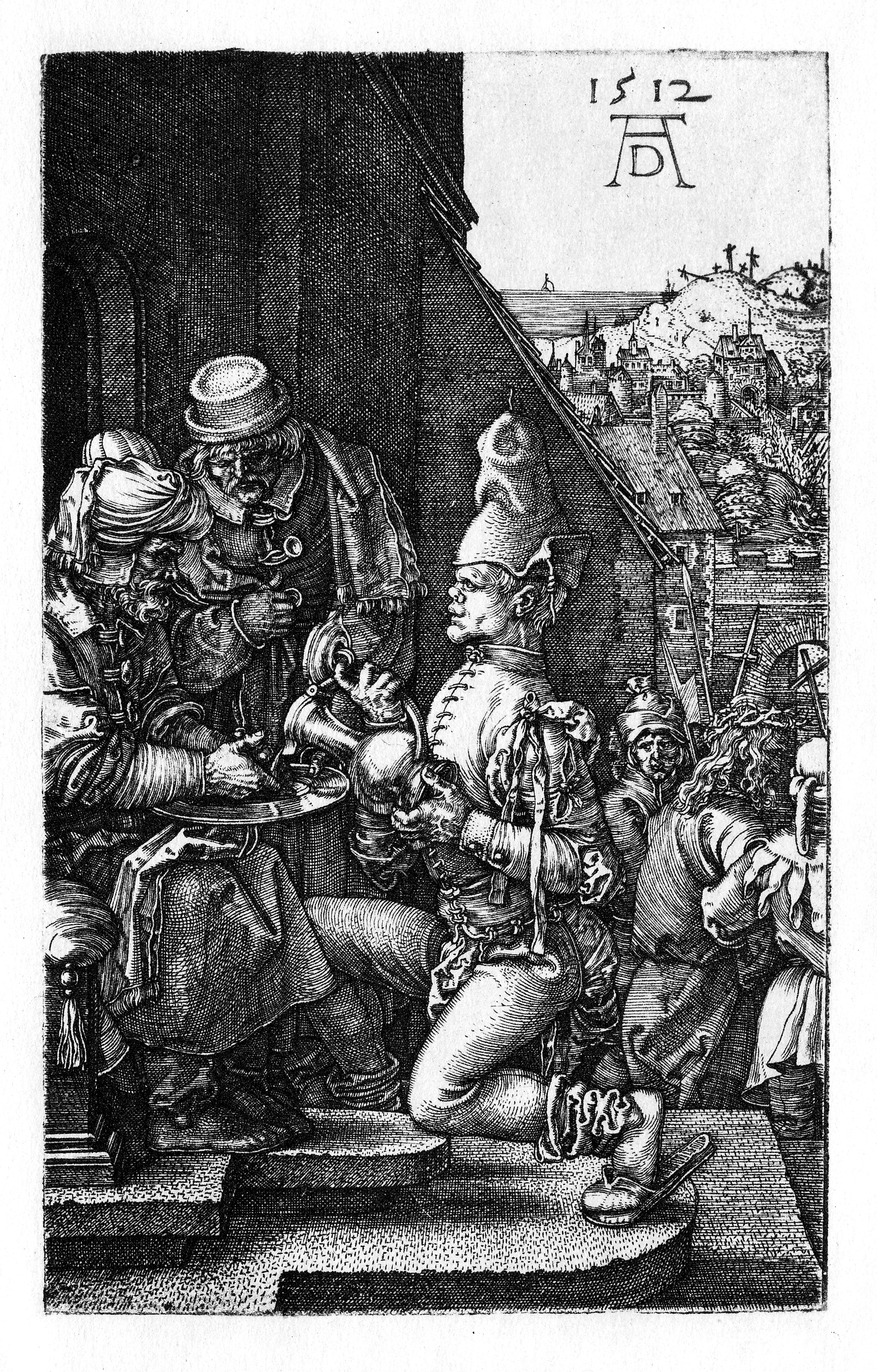
Albrecht Dürer, Pilate se lavant les mains, gravure sur cuivre, 118 × 75 mm, Metropolitan Museum of Art

 L'action se déroule en intérieur. Deux soldats se réchauffent autour d'un feu, l'un est endormi, l'autre éveillé. Une servante semble accuser Pierre en le pointant du doigt. Ce dernier est recroquevillé à l'extrême gauche du tableau. Dans le coin supérieur droit, dans une scène séparée, le Christ est arrêté par des soldats.   
Une silhouette regarde le spectateur depuis la scène de l'arrestation du Christ. Cette scène est inspirée de la Petite passion d'Albrecht Dürer : Pilate se lavant les mains, de 1512, où un personnage regardant le spectateur est également utilisé comme motif de fond.  
La figure de la servante a son parallèle le plus proche dans un fragment d'un Reniement à Stourhead, où le bras accusateur est modelé de la même manière. Le modèle féminin apparaît ailleurs, dans Le Concert (c. 1927), portant une coiffure et un costume similaires.